# أنغياري
أنغياري (النطق الإيطالي: aŋˈgjaːri) هي مدينة وبلدية في مقاطعة أريزو، توسكاني ، إيطاليا.
وتشمل البلديات المتاخمة أريزو (الجنوب الغربي) ، وبييف سانتو ستيفانو (الشمال) ، وسوبيانو (الغرب).

## تاريخ
معركة أنغياري وقعت في 29 يونيو 1440 بين جمهورية فلورنسا ودوقية ميلانو. وقد ألهمت المعركة فريسكو ليوناردو دا فينشي في قصر فلورنسا ؛ وهي في مفقودة في الوقت الراهن ، ولكن رسم لها من قبل بيتر بول روبنز ولا تزال متاحة. خلال الحرب العالمية الثانية، كان معسكر اعتقال رينيتشي يقع في أنغياري.

## معالم رئيسية
- قصر بريتوريانو
- بادية دي سان بارتولوميو
- فيلا لا باربولانا
- قلعة دي غالبينو

## ثقافة
يقام مهرجان أنغياري ، الذي يضم الموسيقى الكلاسيكية وموسيقى الحجرة والموسيقى الكروية والأوبرا ، كل يوليو. المقيم الأوركسترا المقيم في لندن هو Sinfonia ساوثبانك ، الذي أجراه سيمون أوفر.

## روابط خارجية
- الموقع الرسمي